# Debrecen polgármestereinek listája
Az alábbi lista Debrecen megyei jogú város ismert polgármestereit tartalmazza:

(Az évszámok a tisztség betöltésének kezdetét és végét jelzik.)

## Polgármesterek (1776–1919)

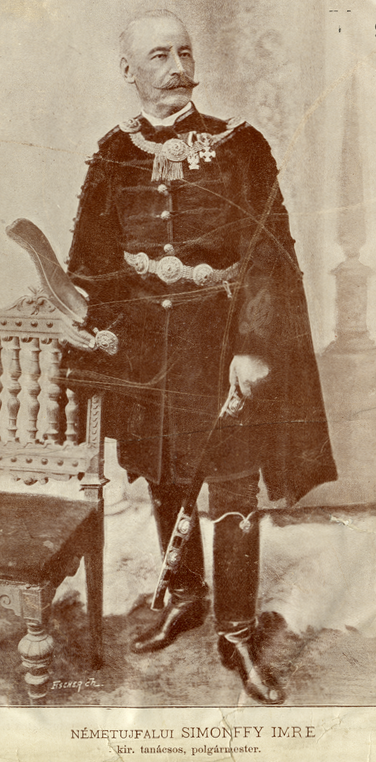
Simonffy Imre

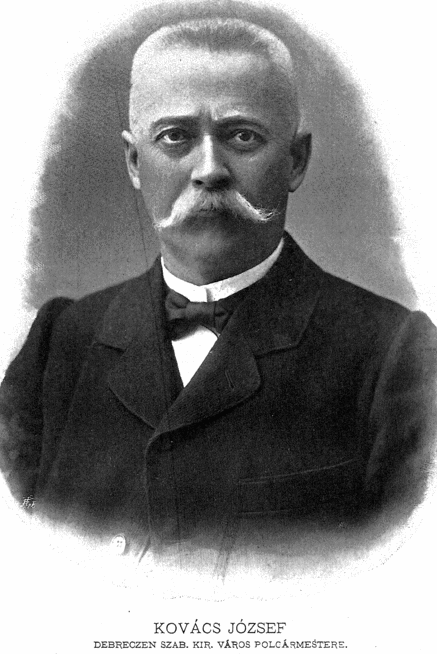
Kovács József

- Fáy János (1776, 1779, 1781–1783)
- Domokos Lajos (1778, 1780)
- Reviczky Imre (1783–1786)
- Meszena Sándor (1787–1816)
- Fáy András (1823–1833)
- Miklósy Ferenc (1833–1843)
- Reviczky Menyhért (1843–1847)
- Poroszlay Fridrik (1848–1853)
- Csorba János (1854–1859)
- Szőllősy János (1860, 1862–1867)
- Kiss Lajos (1861)
- Kovács Lajos (1867–1875)
- Simonffy Imre (1875–1902)
- Kovács József (1903–1914)
- Márk Endre (1915–1919)

## Az 1919-es direktórium tagjai (1919. március 21. – április 23.)
- Vági István
- Török Gábor
- Hajdú János

## Polgármesterek (1919–1950)
- Márk Endre (1919–1920)
- Csóka Sámuel polgármester-helyettes, főjegyző (1920–1923) látta el a polgármesteri feladatokat
- Magoss György (1923–1928)
- Vásáry István (1928–1935)
- Kölcsey Sándor (1935–1944)
- Csóka László (1944–1945)
- Szabó Kálmán (1945–1948)
- Ménes János (1949–1950)
- Balogh Endre (1950)

## Tanácselnökök (1950–1990)
- Balogh Endre (1950–1954)
- Ménes János (1954–1958)
- Jávor Nándor (1959–1961)
- Szilágyi Gábor (1963–1966)
- Ács István (1966–1990)

## Polgármesterek (1990 óta)
| Név            | Párt        | Terminus        | Megjegyzés                                     |
| -------------- | ----------- | --------------- | ---------------------------------------------- |
| Hevessy József | SZDSZ       | 1990–1998       | Az 1990-es önkormányzati választási eredménye: |
| Hevessy József | SZDSZ       | 1990–1998       | Az 1994-es önkormányzati választás eredménye:  |
| Kósa Lajos     | Fidesz      | 1998–2014       | Az 1998-as önkormányzati választás eredménye:  |
| Kósa Lajos     | Fidesz-MDF  | 1998–2014       | A 2002-es önkormányzati választás eredménye:   |
| Kósa Lajos     | Fidesz      | 1998–2014       | A 2006-os önkormányzati választás eredménye:   |
| Kósa Lajos     | Fidesz-KDNP | 1998–2014       | A 2010-es önkormányzati választás eredménye:   |
| Papp László    | Fidesz-KDNP | 2014–hivatalban | A 2014-es önkormányzati választás eredménye:   |
| Papp László    | Fidesz-KDNP | 2014–hivatalban | A 2019-es önkormányzati választás eredménye:   |